# Palmen van het Rode Kruis 1940-1945 (België)
De Palmen van het Rode Kruis 1940-1945 van het Belgische Rode Kruis zijn een Belgische onderscheiding voor verdienste. Het ereteken werd gesticht door het Belgische Rode Kruis.
De gedecoreerden dragen het ereteken niet aan een lint maar als een broche op de linkerborst.
De beugelkroon boven de lauwerkrans is van een ongebruikelijk model. In België wordt in het wapen van de koning een beugelkroon met acht opstaande diademen gevoerd. Deze kroon heeft zes diademen en lijkt daardoor op de Engelse kroon. Op het centraal geplaatste kruis van Genève zijn de jaartallen 1940-1945 te lezen.  De keerzijde is vlak met een beugel waaraan de onderscheiding kan worden gedragen.
Het ereteken is van goudkleurig metaal.